# علي أباد (نير)
علي أباد هي قرية في مقاطعة نير، إيران. عدد سكان هذه القرية هو 279 في سنة 2006.